# Karl-Heinz Wocker
Karl-Heinz Eduard Wocker (* 1. Mai 1928 in Düsseldorf; † 10. Oktober 1985 in London) war ein deutscher Rundfunkkorrespondent, Schriftsteller und Fernsehmoderator. Der Doktor der Philosophie wurde als langjähriger Gastgeber der Talkshow 3 nach 9 einem breiten Publikum bekannt.

## Familie
Karl-Heinz Wocker war in erster Ehe mit Hertha Pfeil verheiratet. Aus dieser Ehe stammt Sohn Manfred, der als Apotheker in Hamburg tätig war. Aus der zweiten Ehe mit der Journalistin und Übersetzerin Viktoria von Benda, geb. Stückrath, stammt der Sohn Sebastian, der als Musiker und Herausgeber der Lokalzeitung The Hampstead Village Voice in London lebt.

## Werdegang
Wocker wurde 1956 mit der Dissertation Kritik und Produktion bei Franz Grillparzer in Marburg promoviert. Er war bis zu seinem Lebensende Englandkorrespondent für NDR und WDR sowie die Wochenzeitung Die Zeit in London. Seine Biografie über Königin Victoria (1978) wurde ein großer Erfolg und mehrfach neu aufgelegt. Auch in weiteren Buchpublikationen beschäftigte sich der Journalist mit Themen rund um Großbritannien. 
Im Bereich der Satire machte sich Wocker früh unvergesslich durch seinen „Sprachkurs in sieben Lektionen“ Lernt Rheinisch mit Konrad Adenauer (1963), dessen Erstausgabe noch zur Amtszeit Adenauers als Bundeskanzler erschien. Hierfür wertete Wocker unzählige Tonausschnitte aus Reden des Politikers aus, um sie „für alle, die es ernst mit dem Kanzler meinen“ neu zusammenzusetzen. 
Für Radio Bremen war er von 1975 an sieben Jahre als Gastgeber der Talkshow 3 nach 9 tätig. Zuvor hatte er auch einmal kurzzeitig das Magazin Panorama (1963) moderiert. Weitere Fernsehaktivitäten umfassten die Wissensshow Kopf um Kopf und die europäischen Wettkämpfe von Spiel ohne Grenzen.
Karl-Heinz Wocker starb 1985 an einem Herzleiden.

## Werke
- Kritik und Produktion bei Franz Grillparzer. Philosophische Fakultät Marburg 1956. (Dissertation)
- Jenseits von Eton: England auf dem Weg in die Gegenwart. Kiepenheuer & Witsch, Köln 1971, ISBN 3-462-00842-0.
- England und das kontinentale Europa: Folgerungen auf Politik, Wirtschaft und alle Bereiche gegenseitiger Beziehungen; Vortrag anlässl. d. 10. ordentl. Mitgliederversammlung d. Verb. d. Baden-Württemberg. Textilindustrie e.V. am 20. März 1975 in Sindelfingen. Verband der Baden-Württembergischen Textilindustrie e.V., Stuttgart 1975.
- Das Deutschlandbild im britischen Fernsehen=The image of Germany on British television (= Fraternitas-Reihe zur Untersuchung der Stereotypen, Bd. 12). Deutsche Fraternitas-Vereinigung für Brüderliche Verständigung, Mettmann 1976.
- Königin Victoria: Eine Biographie. Claassen-Verlag, Düsseldorf 1978, ISBN 3-546-49820-8.
- mit Jürgen Dewet Schmidt: „Wer andern eine Rede hält…“ Speaker’s Corner, London, Hydepark. Coppenrath Verlag, Münster 1981, ISBN 3-88547-132-9.
- mit  Julie Stewart: Schottland (= dtv-Merian-Reiseführer). Deutscher Taschenbuch Verlag, München 1984, ISBN 3-423-03716-4.